# 尾張部 (長野市)
尾張部（おわりべ）は、長野県長野市の東部郊外にある地域。大字西尾張部・大字北尾張部がある。
なお、本項では大字西尾張部・大字北尾張部から分かれた桜新町、大字西尾張部・大字高田から分かれた若宮一・二丁目についても取り扱う。
大字西尾張部は長野市役所古牧支所、大字北尾張部・桜新町は朝陽支所の管内である。

## 概要
地名は平安時代にこの地にあったという尾張部郷がもとになっており、郷名は大和国の高尾張氏が住んだことに由来するという。
名古屋市から続いてきた国道19号は、西尾張部地籍で終点となる。

## 沿革
大字西尾張部・大字北尾張部の範囲は、概ね1889年（明治22年）以前の水内郡西尾張部村・北尾張部村の範囲に相当する。
旧西尾張部村・北尾張部村〜古牧村・朝陽村の歴史
- 江戸時代 - 前身の水内郡西尾張部村・北尾張部村は松代藩領であった
- 1879年（明治12年） - 郡区町村編制法施行。水内郡が、上水内郡と下水内郡に分割。上水内郡西尾張部村・北尾張部村となる
- 1889年（明治22年）4月1日 - 市町村制施行
  - 上水内郡西尾張部村、同郡高田村・平林村・東和田村・西和田村・南長池村と合併、三輪村荒屋区を編入。古牧村となる
  - 上水内郡北尾張部村、同郡北長池村・屋島村・石渡村・北堀村・南堀村と合併。朝陽村となる
- 1923年（大正12年）7月1日 - 上水内郡古牧村、同郡吉田町・芹田村・三輪村とともに長野市に編入。旧西尾張部村域は、大字西尾張部となる
- 1954年（昭和29年）4月1日 - 上水内郡朝陽村、同郡古里村・浅川村・若槻村・柳原村・大豆島村・長沼村・安茂里村・小田切村・芋井村とともに長野市に編入。旧北尾張部村域は、大字北尾張部となる

長野市西尾張部・北尾張部の歴史
- 1960年（昭和35年）11月 - 長野県長野盲学校が、三輪一丁目から大字北尾張部に新築移転
- 1966年（昭和41年）9月 - 国道18号長野バイパスが開通。大字北尾張部を東西に横断する
- 1975年（昭和50年）2月10日 - 町名整理。大字北尾張部・大字西尾張部・大字東和田の各一部を分け、桜新町が発足
- 1983年（昭和58年）3月15日 - 町名整理。大字西尾張部・大字高田の各一部を分け、若宮一丁目・若宮二丁目・南高田一丁目・南高田二丁目が発足
- 1993年（平成5年） - 西尾張部土地区画整理事業が始まる。

## 北尾張部
北尾張部（きたおわりべ）は、長野市東部郊外の地区（大字）。郵便番号は381-0014。
地区中央部を国道18号が東西に横断し、東部を長野県道372号三才大豆島中御所線が南北に縦断する。地区南端には柳原一号幹線排水路（北八幡川）が流れる。
周囲は以下の大字・町丁と接する。
農地も多く残る地区であるが、国道18号沿いを中心に商業地化・住宅地化が進んでいるほか、富士通長野工場などの工場も立地している。
地区内の人口及び世帯数は、1,061世帯 2,458人（令和5年3月1日現在）。

### 交通
国道18号を走る、長電バスの以下の路線系統が利用できる。
- 長電バス
  - 51 長野駅 - 市民病院 - 柳原

また、地区東部ではやや距離はあるが長野電鉄附属中学前駅も利用できる。

### 施設
- 長野信用金庫東長野支店
- 桜観光タクシー本社
- 富士タクシー本社
- ダイソー&アオヤマ長野北尾張部店
- Honda Cars 長野東 尾張部店
- 尾張神社 (長野市)
- 蓮開庵
- レッドバロン長野北
- 長野県長野盲学校
- 長野市役所朝陽支所
- 富士通長野工場
- ロン・都イーストプラザ店

## 桜新町
桜新町（さくらしんまち）は、長野市東部郊外の地区。郵便番号は381-0013。
地区北端を国道18号が走り、南端には柳原一号幹線排水路（北八幡川）が流れる。
周囲は以下の大字・町丁と接する。
全域が1962年（昭和37年）〜1975年（昭和50年）にかけて造成された住宅地（115,530m2）で、一戸建てが整然と並んでいる。町内では1丁目〜5丁目の区分が用いられるが、住所表示には使用しない。
地区内の人口及び世帯数は、340世帯 814人（令和5年3月1日現在）。

### 交通
国道18号を走る、長電バスの以下の路線系統が利用できる。
- 長電バス
  - 51 長野駅 - 市民病院 - 柳原

## 西尾張部
西尾張部（にしおわりべ）は、長野市東部郊外の地区（大字）。郵便番号は381-0031。
地区中央部を長野県道375号大豆島東和田線が南北に縦断する。地区西部を国道18号がかすめ、西方からきた国道19号が合流して終点となる。地区北端には柳原一号幹線排水路（北八幡川）が流れる。
周囲は以下の大字・町丁と接する。
地区内は区画整理が為され宅地化が進んでいるほか、県道375号沿いにはスーパーや飲食店などが進出している。
地区内の人口及び世帯数は、1,675世帯 3,712人（令和5年3月1日現在）。これは若宮一・二丁目を含む値である。

### 交通
市道（国道19号先線）を走る、アルピコ交通（川中島バス）の以下の路線系統が利用できる。
- アルピコ交通（川中島バス）
  - 45 長野駅 - 市役所前 - 北屋島
  - 104 長野バスターミナル ← 県庁前 ← 市役所前 ←　北屋島

### 施設
- サイゼリヤ長野西尾張部店
- SBC長野中央ハウジングパーク
- 西友西尾張部店
- 大戸屋ごはん処長野長池店
- ビッグボーイ西尾張部店
- クスリのアオキ若宮店
- 八幡神社 - 創建は826年（天長3年）といわれ、西尾張部の産土神として崇敬されてきた[4]。
- 光蓮寺
- 尾張城跡公園

## 若宮
若宮（わかみや）は、長野市東部郊外の地区。若宮一丁目・若宮二丁目がある（住居表示未実施）。郵便番号は381-0032。
地区西端を国道18号がかすめる。周囲は以下の大字・町丁と接する。
地区内は区画整理が為された住宅地で、一戸建てやアパートが建ち並ぶが、各社の営業所なども多く立地する。
地区内の人口及び世帯数は、若宮地区のみを集計したものがないため不明。

### 交通
市道（国道19号先線）を走る、アルピコ交通（川中島バス）の以下の路線系統が利用できる。
- アルピコ交通（川中島バス）
  - 45 長野駅 - 市役所前 - 北屋島
  - 104 長野バスターミナル ← 県庁前 ← 市役所前 ←　北屋島

### 施設
- 長野ヤナセ
- 古牧東部記念公園